# شهرستان شانگسای
شهرستان شانگسای (به لاتین: Shangcai County) یک شهرستان‌های جمهوری خلق چین در چین است که در ژومادیان واقع شده‌است.